# Joachim Löw
Joachim "Jogi" Löw (Schönau im Schwarzwald, 1960. február 3. –) korábbi német labdarúgó, edző, 2006 és 2021 között a német válogatott szövetségi kapitánya. A válogatottal világbajnoki címet nyert 2014-ben, és konföderációs kupát 2017-ben.

## Pályafutása
Löw egy négy gyermekes család legidősebb tagjaként született Schönau im Schwarzwaldban. Játékos pályafutása során a TuS Schönau 1896 csapatában, majd később az FC Schönauban szerepelt. Később megfordult az SC Freiburg és a svájci Schaffhausen, valamint Winterthur csapatában is.

### Játékosként
Löw a karrierjét 1982-ben kezdte az SC Freiburgban, amely akkor jutott fel a Bundesliga másodosztályába.
Két évvel később igazolt a VfB Stuttgarthoz, ahol azonban nem kapott sok játéklehetőséget. Első szezonjában négyszer lépett pályára, gólt nem szerzett. Ezt követően igazolt az Eintracht Frankfurthoz a több játéklehetőség reményében. Itt 24 mérkőzésen ötször volt eredményes. Löw karrierjében a legeredményesebb szezon a Freiburgban volt, ahol 31 mérkőzésen 11 alkalommal talált az ellenfelek kapujába. 1984 nyarán az élvonalbeli Karlsruhe csapatába igazolt. Itt 24 meccsen két gólt lőtt. 1989 és 1992 között Svájcban játszott a Schaffhausen csapatában, azt követően pedig még két évig a Winterthurt erősítette.

### Edzőként
2018. május 15-én 2022-ig szóló szerződés hosszabbítást írt alá a német válogatott szövetségi kapitányaként.

## Magánélet
Freiburgban él, felesége Daniela.

## Sikerei, díjai
- VfB Stuttgart:
  - Kupagyőztes:1997
  - KEK-döntős: 1998
- Wacker Tirol:
  - Bajnok: 2002

- Németország:
  - Konföderációs kupa-bronzérmes: 2005 (Jürgen Klinsmann segítőjeként)
  - Vb-bronzérmes: 2006 (Jürgen Klinsmann segítőjeként)
  - Eb-döntős: 2008
  - Vb-bronzérmes: 2010
  - Vb-győztes: 2014
  - Konföderációs kupa-aranyérmes: 2017
  - Az év labdarúgóedzője Németországban: 2014
- Bambi-díj integráció kategória (2016)[8]

## Edzői statisztika
2021. március 31-én lett frissítve.
| Csapat        | Nemzet   | –tól                | –ig               | Mérleg     | Mérleg | Mérleg | Mérleg | Mérleg | Mérleg | Mérleg | Mérleg |
| M             | GY       | D                   | V                 | Győzelem % | RG     | KG     | +/-    |        |        |        |        |
| ------------- | -------- | ------------------- | ----------------- | ---------- | ------ | ------ | ------ | ------ | ------ | ------ | ------ |
| VfB Stuttgart | német    | 1996. augusztus 14. | 1998. május 21.   | 89         | 46     | 20     | 23     | 51.69  | 172    | 107    | +65    |
| Fenerbahçe    | török    | 1998. július 1.     | 1999. május 30.   | 38         | 24     | 6      | 8      | 63.16  | 88     | 34     | +54    |
| Karlsruher SC | német    | 1999. október 25.   | 2000. április 19. | 18         | 1      | 7      | 10     | 5.56   | 14     | 28     | −14    |
| Adanaspor     | török    | 2000. december 20.  | 2001. március 2.  | 6          | 0      | 2      | 4      | 0      | 9      | 14     | −5     |
| Innsbruck     | osztrák  | 2001. október 10.   | 2002. június 18.  | 27         | 13     | 5      | 9      | 48.15  | 33     | 24     | +9     |
| Austria Wien  | osztrák  | 2003. július 1.     | 2004. március 24. | 32         | 16     | 8      | 8      | 50     | 45     | 24     | +21    |
| Németország   | német    | 2006. július 12.    | 2021.június 30.   | 198        | 124    | 40     | 34     | 63.54  | 453    | 191    | +262   |
| összesen      | összesen | összesen            | összesen          | 401        | 221    | 86     | 94     | 55.11  | 812    | 421    | +391   |